# Caso Araceli
O Caso Araceli refere-se à morte da menina brasileira Araceli Cabrera Sánchez Crespo (São Paulo, 2 de julho de 1964 — Vitória, 18 de maio de 1973), de oito anos de idade, assassinada em 18 de maio de 1973. Seu corpo foi encontrado seis dias depois, desfigurado por ácido e com marcas de violência e abuso sexual. Os principais suspeitos, Paulo Constanteen Helal e Dante de Barros Michelini (Dantinho), pertencentes a famílias influentes do Espírito Santo, foram condenados pelo crime, em 1980, a 18 e 5 anos de reclusão, respectivamente, mas a sentença foi anulada. Em novo julgamento, em 1991, os réus foram absolvidos após extensivo reexame do processo. Em 2000, o Congresso Nacional instituiu o Dia Nacional de Combate ao Abuso e Exploração Sexual de Crianças e Adolescentes na data da morte de Araceli.

## A vítima
Araceli era a segunda filha do eletricista espanhol Gabriel Crespo e da boliviana radicada no Brasil Lola Sánchez. Nascida na capital paulista, chegou a morar com os pais e o irmão mais velho na cidade de Cubatão, no mesmo estado. Como Araceli, ainda bebê, sofria com a poluição da cidade, a família decidiu mudar-se para o estado do Espírito Santo. Viviam numa casa modesta, na rua São Paulo (hoje rua Araceli Cabrera Crespo), no bairro de Fátima, na cidade de Serra, vizinha a Vitória.

## Desaparecimento
Em 18 de maio de 1973, a ausência de Araceli foi notada pelo pai quando a menina não voltou para casa depois da escola, o Colégio São Pedro, na Rua General Câmara, no bairro da Praia do Suá, em Vitória. Pensando se tratar de um sequestro, distribuiu fotografias da filha aos jornais locais.
Seis dias depois um corpo foi encontrado em um matagal na Praia do Suá. Apesar de se encontrar em avançado estado de decomposição, o pai de Araceli acompanhado pela imprensa inicialmente reconheceu o corpo como o da filha, embora as autoridades tenham informado que o estado psicológico dos familiares não permitia realizar um reconhecimento adequado. Dias depois, o corpo não foi reconhecido pela família, enquanto as autoridades resolveram reconhecer o corpo, gerando uma controvérsia encerrada mais tarde após nova perícia realizada quase um mês depois.
Após a divulgação do caso na imprensa local, surgiram boatos dos mais diversos sobre o desaparecimento. Uma pista seguida pela imprensa foi a de que Araceli foi vista em companhia de uma mulher loira. Uma denuncia sobre uma criança com as características de Araceli perambulando pelas ruas de Nova Venécia (cerca de 250 quilômetros de Vitória) levou uma equipe policial ao local. Lá encontraram a criança e descobriram que não se tratava de Araceli. Em Vitória, a comoção pelo desaparecimento levou a realização de uma grande procissão em prol da localização da criança. A polícia deteve vários suspeitos do desaparecimento, entre eles uma cartomante que havia "previsto" um roubo dias antes na casa da família de Araceli. Em trinta dias, a polícia não tinha nenhuma pista e a imprensa e a cidade de Vitória viviam um frenesi por informações sobre o desaparecimento.
Em meio aos boatos, em 15 de junho, um suposto sequestrador entrou em contato telefônico com a família exigindo cinquenta mil cruzeiros para libertar Araceli. A família aceitou pagar o resgate e aguardou uma segunda ligação para acertar o local da entrega do resgate, porém o suposto sequestrador desapareceu. Passado mais de um mês do desaparecimento, a imprensa capixaba passou a criticar o trabalho policial de apuração do caso. Um jornalista chegou a pedir que a polícia local buscasse auxílio com a polícia do então Estado da Guanabara e ou com os órgãos de inteligência do Exército Brasileiro. Em 19 de junho amigos da família ofereceram uma recompensa de 20 mil cruzeiros sobre pistas que levassem ao paradeiro de Araceli.
Durante a investigação do desaparecimento, a polícia do Espírito Santo solicitou discretamente auxílio do governo da Guanabara para tentar identificar novamente o corpo encontrado anteriormente, cujo reconhecimento inicial acabou gerando dúvidas. O perito Trajano Moreira de Carvalho realizou a investigação e, em 20 de junho, reconheceu o corpo como sendo de Araceli.

## Morte
O corpo da menina Araceli foi encontrado 6 dias depois, nos fundos do Hospital Infantil de Vitória (Hospital Jesus Menino). Uma das hipóteses foi de que a menina teria sido mandada pela mãe para entregar um envelope a Jorge Michelini, tio de Dantinho, um dos suspeitos de sua morte. Chegando lá, os acusados a teriam drogado, estuprado e assassinado num apartamento do Edifício Apolo, no centro de Vitória. Porém, de acordo com a promotoria (e depoimento de Marislei Fernandes Muniz), Araceli esperava o ônibus depois da escola, quando Paulo Helal, que estava em seu Ford Mustang branco, pediu para Marislei dizer à menina que "Tio Paulinho" a chamava para levá-la para casa.
Foi comprovado que a menina foi mantida em cárcere privado por 2 dias, no porão e no terraço do Bar Franciscano, que pertencia à família Michelini. Tudo sendo do conhecimento de Dante Michelini, pai de um dos acusados. Os rapazes, sob efeito de barbitúricos, teriam lacerado a dentadas os seios, parte da barriga e a vagina da menina.Os acusados ainda permaneceram com o corpo; mantiveram-no sob refrigeração e jogaram-lhe um ácido corrosivo para dificultar a identificação do cadáver. Em seguida, jogaram os restos mortais da menina num terreno próximo ao mesmo Hospital Infantil.
Os suspeitos do crime pertenciam a duas famílias influentes do Espírito Santo. Os nomes dos envolvidos no caso eram Paulo Constanteen Helal, conhecido como Paulinho, e Dante de Barros Michelini, conhecido como Dantinho. Este último era filho do latifundiário Dante de Brito Michelini, influente junto ao regime militar, enquanto Paulinho era filho de Constanteen Helal, de família igualmente poderosa. Eles eram conhecidos na cidade como usuários de drogas que violentavam garotas menores de idade. O bando teria sido responsável também pela morte de um guarda de trânsito que os havia parado. Ambos foram citados nos artigos 235 e 249 ("Subtrair menor de dezoito anos ou interdito ao poder de quem o tem sob sua guarda")  do Código Penal. Também foi apontada como suspeita a própria mãe de Araceli, Lola Sánchez, que teria usado a própria filha como "mula" para entregar drogas a Jorge Michelini. Lola seria um contato na rota Brasil–Bolívia do tráfico de cocaína, e desapareceu de Vitória em 1981, residindo atualmente em seu país de origem. O pai de Araceli, Gabriel Crespo, faleceu em 2004.
Apesar de Paulo e Dantinho serem os principais suspeitos, e de haver testemunhas contra eles, jamais foram condenados pela morte da Araceli. De acordo com o relato de José Louzeiro, autor do livro Araceli, Meu Amor, o caso produziu 14 mortes, desde possíveis testemunhas, até pessoas interessadas em desvendar o crime. Ele próprio, enquanto investigava o crime em Vitória para produzir seu livro-reportagem, teria sido alvo de uma tentativa de "queima de arquivo". De acordo com ele, um funcionário do hotel onde o escritor estava hospedado, pertencente à família Helal, o teria alertado de estar correndo risco de morte. A partir de então, Louzeiro passou a preencher ficha num hotel e se hospedar em outro.
Araceli foi sepultada 3 anos depois no Cemitério Municipal de Serra/Sede, no túmulo de número 1213.

## Investigações e o Processo

Os acusados pelo crime na época: Dante de Barros Michelini, Dante de Brito Michelini e Paulo Helal

Após o sargento José Homero Dias, quando estava prestes a finalizar as investigações, ser morto com tiros nas costas, o caso ficou esquecido por algum tempo. Clério Falcão, vereador que se elegera deputado estadual com a promessa de levar o caso Araceli ao fim, conseguiu a constituição de uma CPI na Assembleia Capixaba. Esta concluiu que houvera omissão da polícia local, interessada em manter distantes de suas investigações os reais assassinos, que eram figuras de prestígio. O crime repercutiu em todo o Brasil, exigindo a devida apuração e a punição dos culpados.
A testemunha-chave do caso foi Marislei Fernandes Muniz, antiga amante de Paulo Helal, que declarou que Araceli fora violentada e dopada com forte dose de LSD, à qual não resistiu. O corpo da menina Araceli permaneceu no Instituto Médico Legal de Vitória até outubro de 1975, quando foi enviado para necrópsia no Rio de Janeiro, sendo sepultado no ano seguinte, 1976, em Serra. O perito carioca Carlos Eboli constatou que a causa mortis fora intoxicação exógena por barbitúricos, seguida de asfixia mecânica por compressão.
A partir de então, as famílias Helal e Michelini contrataram doze dos melhores advogados de Vitória para destituir as provas do crime. Em 1980, Dantinho e Paulinho foram condenados pelo Juiz Hilton Sily a 18 e 5 anos de reclusão, respectivamente. Entretanto, a sentença foi anulada. Num novo julgamento, em 1991, foram absolvidos. Desde então, de acordo com Louzeiro, tornaram-se "senhores acima de qualquer suspeita".

## Censura
O romance reportagem Aracelli, meu amor, de 1976, de autoria do escritor e jornalista José Louzeiro, foi censurado durante a ditadura militar a pedido dos advogados dos acusados.

## Dia Nacional de Combate ao Abuso e Exploração Sexual de Crianças e Adolescentes
A ideia de celebrar o Dia Nacional de Combate ao Abuso e Exploração Sexual de Crianças e Adolescentes surgiu em 1998, quando cerca de 80 entidades públicas e privadas reuniram-se na Bahia para o 1º Encontro do ECPAT no Brasil. O ECPAT é uma organização internacional que luta pelo fim da exploração sexual e comercial de crianças e adolescentes, surgida na Tailândia. A então deputada federal capixaba Rita Camata, atuando como presidente da Frente Parlamentar pela Criança e Adolescente da Câmara dos Deputados, propôs um projeto de lei estabelecendo o dia da morte de Araceli como Dia Nacional de Combate ao Abuso e Exploração Sexual de Crianças e Adolescentes. O projeto virou a Lei N° 9.970, sancionada, em 17 de maio de 2000, pelo então presidente Fernando Henrique Cardoso. Desde então, entidades que atuam em defesa dos direitos de crianças e adolescentes promovem atividades em todo o país para conscientizar a sociedade e as autoridades sobre a gravidade dos crimes de violência sexual cometidos contra menores.